# Marne (Holstein)
Pour les articles homonymes, voir Marne.
Marne est une ville d'Allemagne, située dans le Land de Schleswig-Holstein.

## Personnalités liées à la ville
- Karl Viktor Müllenhoff (1818-1884), médiéviste né à Marne.
- Carsten-Otto Nagel (1962-), cavalier né à Marne.

## Jumelages
- Burg Stargard (Allemagne) depuis septembre 1990[1]